# Marin City
Marin City é uma área não-incorporada no Condado de Marin, na Bay Area da Califórnia, nos Estados Unidos. Fica a 2.4 km do centro de Sausalito, numa altitude de 7m. Marin City foi desenvolvida para habitação a partir de 1942, para acomodar os trabalhadores de estaleiros na época da guerra e outros imigrantes para a California. Depois da guerra, a área se tornou predominantemente afro americana, a medida que os residentes brancos se tornaram capazes de se mudarem livremente para condomínios privados em outros lugares de Marin. Desde 1980, o desenvolvimento adicional mudou a composição da população, proporcionando mais empregos locais. A população em 2000 era de 2.560. Composição socioeconômica e racial em Marin City contrasta com as populações na sua maioria ricos e brancos em Marin County. Em 2004, a comunidade tinha altos níveis de pobreza, crime e abuso de drogas.
 Marin City começou a desfrutar de uma nova celebridade encontrada na década de 90 devido a ser a casa do rapper Tupac Shakur.